# Rijmkroniek van Klaas Kolijn
De Rijmkroniek van Klaas Kolijn is een zeventiende-eeuwse imitatie van een middeleeuwse rijmkroniek, waarschijnlijk van de hand van de Haarlemse graveur Reinier de Graaf jr. (1674-1717). De tekst suggereert dat de kroniek kort na 1157 is geschreven door "Klais Kolyn" of "Nicolai Colini" uit het klooster "Hegmont" of "Hegmunde". Gedurende het grootste deel van de 18e eeuw gold de kroniek als de "oudste en meest betrouwbare bron" voor de geschiedenis van het Graafschap Holland en zij had daarom grote invloed op de toenmalige geschiedschrijving. De ontdekking van het bedrog door Balthazar Huydecoper in 1772 heeft ervoor gezorgd dat de Rijmkroniek van Klaas Kolijn niet meer als een serieuze historische bron wordt beschouwd.

## Beschrijving
De Rijmkroniek van Klaas Kolijn is in namaak-Vroegmiddelnederlands geschreven. De tekst bestaat uit 1.196 versregels, waarvoor een tamelijk rigide 'gepaard rijm' (aa, bb, cc, enz.) wordt gehanteerd. In de versregels vindt men eveneens een tamelijk rigide toepassing van een viervoetige trochee (-v) aan. De inhoud beslaat de periode van de Cimberse vloed (ca. 100 v.Chr.) tot het jaar 1156/1157, te weten de dood van graaf Dirk VI. Na een korte inleiding wordt uitvoerig stilgestaan bij de komst van Germaanse stammen, de Romeinse tijd, de periode van de Grote Volksverhuizing, de Frankische tijd en de invallen van de Noormannen. Aan de hand van giftbrieven wordt vervolgens de gebiedsontwikkeling van het graafschap en het klooster van Egmond beschreven, waarbij de voortdurende conflicten met de West-Friezen aan de orde worden gesteld. Naar de mening van de schrijver hebben de graven van Holland immers oude rechten op het gebied, hetgeen door de Oost-Friezen (het huidige Friesland tot de Lauwerszee) wordt bestreden. De Rijmkroniek eindigt met een conflict van geheel andere orde, namelijk de Echternachse kwestie, het slepende conflict over de kerken in het graafschap van Holland, dat ertoe leidde, dat de bisschop van Utrecht en de abt van Egmond graaf Dirk VI van Holland en zijn opvolger Floris III van Holland in de ban deden totdat zij in 1162 de kerk van Vlaardingen teruggaven.

## Ontmaskerd als vervalsing
De geleerde Cornelis van Alkemade, zelf uitgever van de Rijmkroniek van Melis Stoke (1699), kocht de kroniek van Reinier de Graaf Jr., zoon van de bekende medicus Reinier de Graaf. Van Alkemade beschouwde de Rijmkroniek als echt en dateerde deze in de tweede helft van de 12e eeuw. De kroniek eindigde immers in 1156 en de auteur meldde te gaan schrijven over "Greve Florens". Dit moest volgens Van Alkemade wel Floris III zijn, die in 1157 graaf werd.
De echtheid van de Rijmkroniek werd volgens Jan Wagenaar al in de jaren 1740 enigszins betwijfeld, maar de eerste echte bestrijding gebeurde door Balthazar Huydecoper in 1772. Hij werd gevolgd door Jan Wagenaar, Adriaan Kluit en Hendrik van Wijn. Zij beschouwden de Rijmkroniek als een vervalsing, omdat het het taal- en woordgebruik van de kroniek niet overeenkomt met het Middelnederlands van de twaalfde eeuw. Huydecoper typeerde het taalgebruik in de Rijmkroniek zelfs als "Kakolijns". Jan Wagenaar gaf naast de taalkundige reden nog andere argumenten om aan de echtheid te twijfelen. Er waren alleen maar afschriften van de kroniek bekend, zodat niet duidelijk was of het origineel echt wel bestond. Daarnaast bevatte de overleveringsgeschiedenis die moest verklaren hoe de kroniek uit de abdij van Egmond bij Van Alkemade terecht was gekomen de nodige ongerijmdheden. Wagenaar constateerde verder dat de kroniek met name over de Romeinse tijd veel informatie bevatte die pas na de Middeleeuwen in de Nederlanden bekend was geworden. Bovendien waren deze gegevens niet in de kroniek van Melis Stoke terug te vinden, die een eeuw later op basis van dezelfde bibliotheek was samengesteld.
Wie was de vervalser? In eerste instantie dacht Huydecoper aan de koper van het manuscript, Van Alkemade. Al spoedig dook echter op gezag van Frans van Mieris de Jonge de naam van de Bossche advocaat Hendrik Graham op. Later werd echter door Hendrik van Wijn Reinier de Graaf jr. als meest waarschijnlijke kandidaat naar voren geschoven.

## Uitgaven
De Rijmkroniek van Klaas Kolijn werd twee keer uitgegeven, eerst in 1719 door de Deventer secretaris Gerhard Dumbar en daarna in 1745 op pontificale wijze door Gerard van Loon in 's-Gravenhage. Een derde publicatie door Mr. Pieter van der Schelling op basis van aantekeningen van Cornelis van Alkemade en hemzelf, die volgens mededelingen van Pieter van der Schelling in 1744 op stapel stond werd doorkruist door de onverhoedse uitgave van Gerard van Loon.
- 'Rijmkroniek van Broeder Klaas Kolijn, getiteld: Rym-Kronyk, Van ouds genaemt 't Geschichte Historiael-Rym der eerste Graven van Holland, van Broeder Klaas Kolyn, Monnik van Egmond, geschreven omtrent het jaer mclxx'. Ook aangeduid als: 'Dat geschichte historiaal-rijm der graeven', in: Gerhard Dumbar, Analecta seu Vetera aliquot scripta inedita ab ipso publici juris facta (Deventer: Johannes van Wijk, 1719-1721; 3 dln.). De Rijmkroniek is opgenomen in het eerste deel uit 1719 (p. 245-286).

- Gerard van Loon, Geschicht-historiaal Rym, of Rymchronyk van den Heer Klaas Kolyn, Benedictiner Monik der Abtdye te Egmont; beginnende met den Simberschen Vloed, en eyndigende met de dood van Graaf Dirk, Vader van Florents den III, graaf van Holland , In 't jaar elfhonderdzesenvyftig voorgevallen.- Zynde voords nog met de noodige zoo Taal- als Historikundige Aantekeningen opgehelderd, en met eenen Bladwyzer der Oude Nederduytsche Woorden verrykt ('s Gravenhage, Pieter de Hondt, 1745). Het titelvignet van de Leidse graveur François van Bleyswyck (1671-1746) is een - onbedoeld symbolische - allegorische voorstelling van de vergankelijkheid van al wat geschreven is.

## Voetnoten
1. ↑  Wagenaar, Jan (1777). Werken van de Maetschappy der Nederlandsche Letterkunde te Leyden, pp. 203-236 "Toets van de Egtheid der Rymchronyke, die, op den naam van Klaas Kolyn, uitgegeven is"
2. ↑  Brief van Gerard Meerman aan Balthasar Huydecoper, Rotterdam, 12 november 1764